# Enrico Caruso, leggenda di una voce
Enrico Caruso, leggenda di una voce è un film del 1951 diretto da Giacomo Gentilomo.

## Trama
Il film narra la biografia romanzata del celebre tenore italiano Enrico Caruso, vissuto tra l'Ottocento ed il Novecento.

## Distribuzione
Il film venne distribuito nel circuito cinematografico italiano il 24 ottobre del 1951.
Nonostante il successo ottenuto, il film venne ritirato dalle sale pochi mesi dopo a causa del ricorso giudiziario presentato dagli eredi di Enrico Caruso, che contestavano la ricostruzione biografica fatta dalla pellicola.

## Accoglienza
Il film fu accolto molto positivamente dal pubblico: incassò 497.500.000 lire dell'epoca, risultando il sesto maggiore incasso dell'anno in Italia.

## Curiosità
In questo film Gina Lollobrigida è doppiata da Dhia Cristiani, ma lei stessa da voce al piccolo Maurizio Di Nardo, che interpreta Enrico Caruso da bambino, quando questi canta.
Poco dopo l'uscita del film Ermanno Randi fu assassinato dal suo amante Giuseppe Maggiore in preda alla gelosia.